# Gyula Breyer
Gyula (Julius) Breyer (30. dubna 1893 – 9. listopadu 1921) byl maďarský šachista, jeden z nejlepších šachistů své doby.

## Život a úspěchy
V roce 1912 vyhrál maďarské (resp. uherské) mistrovství a roku 1920 na turnaji v Berlíně zvítězil v konkurenci mistrů jako Bogoljubov, Tartakower, Réti (jeho dobrý přítel), Maróczy nebo Tarrasch. Měl plusové skóre např. proti Maxi Euwemu, pozdějšímu mistru světa.
Roku 1921 ustanovil nový rekord v šachu naslepo, kdy takto sehrál 25 partií současně.
Ještě toho roku však předčasně zemřel na tuberkulózu v kombinaci se srdeční chorobou, a to v Bratislavě, kde byl také pohřben. V roce 1987 byly jeho ostatky exhumovány a pohřbeny v Budapešti.
Byl čelným pionýrem hypermoderní šachové školy, jeho jméno nese hned několik variant šachových zahájení, např. Breyerova varianta ve španělské hře nebo Breyerův gambit v královském gambitu.